# Montecassiano
Montecassiano è un comune italiano di 6 712 abitanti della provincia di Macerata nelle Marche.

## Geografia fisica
Il paese si affaccia sulla vallata del fiume Potenza e dista circa 11 km dal capoluogo di provincia Macerata e 37 km dal capoluogo di regione Ancona.

## Storia

### Origini
Documenti del XII e XIII secolo e reperti antichi testimoniano che nel territorio di Montecassiano vi fossero tre o quattro insediamenti di origine romana o tardo-romana, ossia Castrum Montis Sanctae Mariae, Castrum Montis Urbani, Noncastrum e forse Castellare Colline.
Presumibilmente tali reperti derivano da Helvia Recina, zona adibita all'otium dei magistrati romani che decidevano di ritirarsi lontano dalle questioni della politica.
La più antica pietra romana, un altare funerario risalente al I sec d.C., fu rinvenuto a Montecassiano nel 1602, presso Valle Cascia. Tale reperto, come testimonia l'iscrizione in esso riportata, costituisce un elogio funebre da parte di un certo Tusidio Ciro alla moglie Cassia Orestina, collegata alla famiglia dei Cassi, presente ad Helvia Recina, dalla quale deriverebbe il toponimo Cassiano, un composto di "monte" e di una formazione prediale dal personale latino Cassius, con l'aggiunta del suffisso -ANUS.

### Il Medioevo
Nel Medioevo Montecassiano si rivelò essere un borgo bellicoso; si schierò presto con la fazione ghibellina e sul finire del 1100 partecipò alla lotta tra i Recanatesi ghibellini contro gli Osimani alleati con Ancona, Fermo e Civitanova, nella quale i montecassianesi ebbero la peggio. Intorno alla metà del XII secolo Pietro il Seniore, figlio di Cassio, si unisce all'imperatore Enrico V a sostegno dell'antipapa Anacleto contro Innocenzo II. La scelta ghibellina fu all'origine di molti conflitti con i comuni confinanti; la città stessa subì a più riprese le angherie delle truppe pontificie e imperiali e anche fu oggetto di saccheggi da parte di diverse brigate; nel 1353 Montecassiano fu saccheggiata dal capitano di ventura Giovanni di Montréal, detto fra Moriale. Successivamente Andrea Tomacelli concedette a Montecassiano la facoltà di eleggere i propri podestà. Nel 1396 Bonifacio IX approvò questo privilegio. Successivamente affrontò altre lotte con Macerata e nello stesso tempo passò da una dominazione all'altra: ai Malatesta seguirono i Da Varano e a questi Francesco Sforza, che nel frattempo aveva iniziato la sua discesa in Italia centrale; costui, accampatosi presso il molino di Sant'Egidio, impose a Montecassiano i suoi podestà. Le successive ribellioni al papa e richieste di perdono furono particolarmente frequenti.

### Scontri tra Montecassiano ed Osimo
Andrea Tomacelli, fratello di Bonifacio IX, al secolo Pietro Tomacello Napolitano, venne eletto dallo stesso papa Marchese della Marca e conferì numerosissimi privilegi al borgo marchigiano; Montecassiano, dacché volle rimanere fedele alla Chiesa, sostenne guerre, incursioni, saccheggi e razzie, ottenendone una forte diminuzione delle entrate. Grazie al Marchese Andrea dunque il paese fu soggetto a una più lieve pressione fiscale e riuscì a ottenerne la totale esenzione. Lo stesso Marchese nel 1393 con un privilegio assolse Giovanni di Matteo per aver ucciso il Podestà Paolo da Monte Reale: le città di Recanati, Osimo e Macerata asserivano di aver mandato a Montecassiano tale podestà e che gli abitanti lo avessero ucciso assieme ad altri legati. Per questi motivi sorsero degli scontri fra queste città a partire dal 1393 e si estesero anche al borgo. Un'altra considerevole contesa con Osimo si manifestò nel 1443, quando quest'ultimo tentò di impadronirsi della terra di Montecassiano annettendolo alla sua Signoria. Il più considerevole tentativo di conquista avvenne nel 13 novembre dello stesso anno, ma fallì. Il 15 novembre 1444 il papa definiva ribelle Montecassiano e concedeva ad Osimo i beni del comune; il paese inoltre subì un gravissimo sacco. Nel 1445 Montecassiano, temendo Osimo, si assoggettò alle volontà della Chiesa. Dopo la fine dell'esperienza sforzesca, il paese, temendo nuovamente le ambizioni di Osimo, si sottomise a alla tutela da parte di Recanati, condizione da cui ben presto i montecassianesi si svincolarono in quanto consideravano gli alleati, che volevano immischiarsi direttamente nelle faccende di amministrazione interna del paese, fin troppo invadenti.

### Epoca moderna
Tornata nello Stato Pontificio, Montecassiano fu colpita, nel corso del Seicento, da numerose carestie; nei primi anni del XVIII secolo dovette affrontare, come il resto della regione, le gravi conseguenze economiche causate dal passaggio delle truppe imperiali austriache sui territori ecclesiastici; alla fine dello stesso secolo subì l'invasione francese.

## Monumenti e luoghi d'interesse

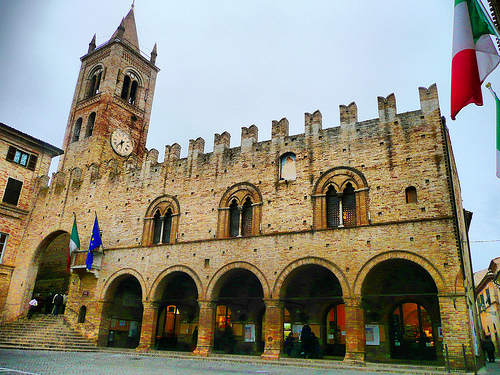
Veduta della Collegiata e del Palazzo dei Priori

Il comune di Montecassiano fa parte dei comuni con Bandiera arancione, del circuito dei I borghi più belli d'Italia, "Comuni Fioriti". La struttura urbanistica tardo-medievale conserva ancora intatti gli elementi e le caratteristiche tipiche del borgo.

### Edifici civili e militari
- Palazzo dei Priori (XIII secolo): presenta una facciata ricostruita da mastro Antonio Lombardo, autore di alcuni interventi anche nelle chiese di San Marco e dell'Annunziata.[7] L'aspetto odierno della facciata del Palazzo dei Priori è il risultato dell'opera di restauro condotta dal 1938 dall'architetto Guido Cirilli con l'intervento di ripristino della merlatura e la costruzione del grande arco di collegamento con il Palazzo Compagnucci.
- Porta Cesare Battisti: anticamente denominata Porta Santa Croce, era munita di ponte levatoio. Dalla parte interna mostra il parapetto aggettante con coronamento di merli in cui sono inserite le feritoie per il tiro. All'interno dell'arco, in basso, sono ancora parzialmente visibili le camere di alloggiamento delle bombardiere laterali, nascoste in seguito all'interramento del fossato che cingeva la porta.

### Edifici religiosi
- Collegiata di Santa Maria Assunta. Costruita dai monaci della Badia di Fiastra, è stata poi trasformata su progetto di Antonio Lombardo, autore anche del campanile, prendendo le forme gotiche odierne. La facciata è caratterizzata dall'unico, originalissimo spiovente sul quale si aprono il portale sovrastato da un grande rosone in pietra bianca e una monofora sulla destra. Nella lunetta del portale sono incassati quattro bacili del ceramista recanatese Rodolfo Ceccaroni. Il portale in bronzo, realizzato dallo scultore Sesto Americo Luchetti, è una delle ultime opere d'arte con la quale la comunità di Montecassiano ha abbellito la chiesa. L'edificio è stato eretto in stile gotico cistercense con chiari riferimenti all'abbazia di Chiaravalle di Fiastra, sotto la cui giurisdizione ricadeva nel XV secolo il territorio di Montecassiano. All'interno si trova la terracotta invetriata raffigurante una Madonna col Bambino e Santi di Mattia della Robbia.
- Chiesa di San Nicolò, (XIII secolo): l'esterno è caratterizzato dalla graziosa abside romanica scandita da quattro lesene intervallate da cinque archetti pensili in pietra. Nella vela campanaria vi è la più antica campana delle Marche (1382). All'interno lacerti di affreschi dei secoli XV-XVI affioranti dall'intonaco.
- Chiesa di San Marco, (XIV secolo): mostra una semplice facciata in mattoni, marcata lateralmente da due lesene che sorreggono l'architrave con cornicione sporgente ed un campanile simile e coevo a quello della Collegiata, ma privo di cuspide, abbattuta da un fulmine nel 1857. L'interno della chiesa è un grazioso esempio di Barocchetto marchigiano. Le tre navate sono abbellite da bianche decorazioni a stucco con angioletti. Ora è adibita a sala per mostre e convegni.
- Chiesa di San Giovanni Battista, già delle Clarisse, che oggi ospita il Museo di arte Sacra Giovanni da San Guglielmo.
- Chiesa di San Giacomo (XVIII secolo): l'esterno, di forma molto semplice, presenta una facciata scandita da quattro lesene che sorreggono il timpano, un portale anch'esso con timpano e un campanile a vela sul fianco destro. L'interno, ad aula unica con copertura a vela, ospita il Museo delle Confraternite.

## Società

### Evoluzione demografica
Abitanti censiti

### Etnie e minoranze straniere
Al 31 dicembre 2022 la popolazione straniera era di 519 persone, pari al 6,56% della popolazione.

## Cultura

### Musei
- Pinacoteca Comunale "Girolamo Buratti" in Palazzo Compagnucci: conserva, tra altre opere, la pala con la Madonna col Bambino in trono tra Sant'Andrea, Sant'Elena e due Angeli musicanti, opera di Joannes Ispanus, pittore spagnolo attivo nell'Italia centro-settentrionale nei primi venti anni del Cinquecento. La pala, eseguita tra il 1506 e il 1507 e proveniente forse dalla Chiesa di Santa Maria delle Lenze, è una delle opere più importanti del pittore, in cui i ricordi toscani e perugineschi si uniscono ad una salda struttura prospettica. Lasciato incompiuto dal pittore, il dipinto fu terminato da Marchisiano di Giorgio che forse si occupò di dipingere il drappo nel retro del trono della Vergine.[10] Del Buratti, discepolo del Cardi, il museo custodisce il Sogno di Giacobbe, copia non priva di originalità del dipinto di medesimo soggetto del Cigoli.[11] La Pinacoteca ospita la Galleria di Giovanni Cingolani, pittore montecassianese conosciuto in Italia e in Argentina.
- Museo di arte Sacra Giovanni da San Guglielmo: situato nell'edificio del XVI secolo della Chiesa di San Giovanni Battista. La collezione è composta da tele utilizzate in precedenza per gli altari, tronetti, macchine processionali, candelabri, crocifissi e cartegloria.[12]
- Museo archeologico
- Museo delle Confraternite: la raccolta contiene materiale liturgico e processionale di proprietà delle sette confraternite religiose tuttora esistenti a Montecassiano. Gli oggetti sono esposti nella chiesa dei Santi Filippo e Giacomo e in un locale annesso secondo un ordine che tiene conto della confraternita di appartenenza. Tutto il materiale è ascrivibile al XVIII e XIX secolo. All'interno della chiesa, a forma di semplice aula con copertura a vela e catino lobato, è conservato un affresco staccato raffigurante la cosiddetta Madonna di San Giacomo, attribuita a Vincenzo Pagani (1540-1550)

### Eventi
- Ogni Anno nei giorni di venerdì, sabato e domenica della seconda settimana di giugno si svolge SVICOLANDO evento organizzato dall'associazione culturale Zandagruel dove vengono proposte diverse tipologie di spettacoli: dall'arte di strada al teatro, dalle rassegne di cortometraggi ai concerti dei più diversi stili musicali, inoltre si possono trovare mercatini artigianali e numerosi stands gastronomici e i più sportivi avranno la possibilità di assistere a dimostrazioni degli sport più inusuali. Dall'edizione 2012 l'associazione Zandagruel, con il patrocinio del comune di Montecassiano, offre durante lo svolgimento dell'evento uno spazio dedicato ai campeggiatori e un'area attrezzata per camper.
- Ogni anno, dalla terza settimana di luglio si svolge il tradizionale Palio dei Terzieri che dura circa 10 giorni e dove tutto il paese si rituffa magicamente nel Medioevo e riscopre l'antico e il caratteristico borgo medievale con costumi, danze, spettacoli, giochi, teatrini, mercatini e pietanze dell'epoca, da assaporare nelle tre rispettive taverne dei terzieri "San Nicolò", "San Salvatore" e "San Michele". La competizione fra i tre diversi terzieri prevede giochi e sfide varie fra cui, nella serata finale, la giostra dei cavalieri al termine della quale, in Piazza Giacomo Leopardi, verrà assegnato il Palio e decretato il terziere vincitore.
- Ogni anno il 19 marzo si svolge il Gran Premio San Giuseppe, una corsa in linea maschile su strada che si svolge in Italia. Dal 2005 fa parte del calendario dell'UCI Europe Tour nella categoria 1.2. La gara, organizzata dall'ASD Velo Club Montecassiano, si tiene intorno al comune di Montecassiano (provincia di Macerata) lungo un circuito di 19 chilometri da ripetere otto volte.[13]

## Amministrazione
| Periodo        | Periodo        | Primo cittadino   | Partito                   | Carica  | Note   |
| -------------- | -------------- | ----------------- | ------------------------- | ------- | ------ |
| 26 giugno 1985 | 6 luglio 1990  | Graziano Pallotto | Democrazia Cristiana      | Sindaco | [ 14 ] |
| 6 luglio 1990  | 24 aprile 1995 | Graziano Pallotto | Democrazia Cristiana      | Sindaco | [ 14 ] |
| 24 aprile 1995 | 14 giugno 1999 | Francesco Vitali  | Centro-sinistra           | Sindaco | [ 14 ] |
| 14 giugno 1999 | 14 giugno 2004 | Francesco Vitali  | Centro-sinistra           | Sindaco | [ 14 ] |
| 14 giugno 2004 | 8 giugno 2009  | Mario Capparucci  | Centro-destra             | Sindaco | [ 14 ] |
| 8 giugno 2009  | 26 maggio 2014 | Mario Capparucci  | Centro-destra             | Sindaco | [ 14 ] |
| 26 maggio 2014 | 27 maggio 2019 | Leonardo Catena   | Montecassiano cambia (PD) | Sindaco | [ 14 ] |
| 27 maggio 2019 | 10 giugno 2024 | Leonardo Catena   | Montecassiano cambia (PD) | Sindaco | [ 14 ] |
| 10 giugno 2024 | in carica      | Leonardo Catena   | Montecassiano cambia (PD) | Sindaco | [ 14 ] |

## Sport

### Calcio
A Montecassiano la squadra principale è A.S.D. Montecassiano Calcio che milita nel campionato regionale di Prima Categoria. I colori sociali sono il rosso e il blu. La squadra disputa le partite casalinghe al campo sportivo "San Liberato".
Il paese ha anche una squadra di calcio a 5, il Futsal Sambucheto attualmente militante nel girone B di serie C2 Marche, nata dalla fusione delle vecchie ACM Sambucheto e gli Amici del Tennis (con una squadra anche affiliata al CSI). La squadra ha sede nella frazione Sambucheto. Il 7 marzo 2015 il team giallo-blu, sul campo dell'Helvia-Recina Recanati, ha ottenuto una storica qualificazione nella massima manifestazione regionale di calcio a 5, la Serie C1. La promozione è avvenuta con ben 7 turni di anticipo, a cagione di una performance sportiva senza precedenti.

## Galleria d'immagini

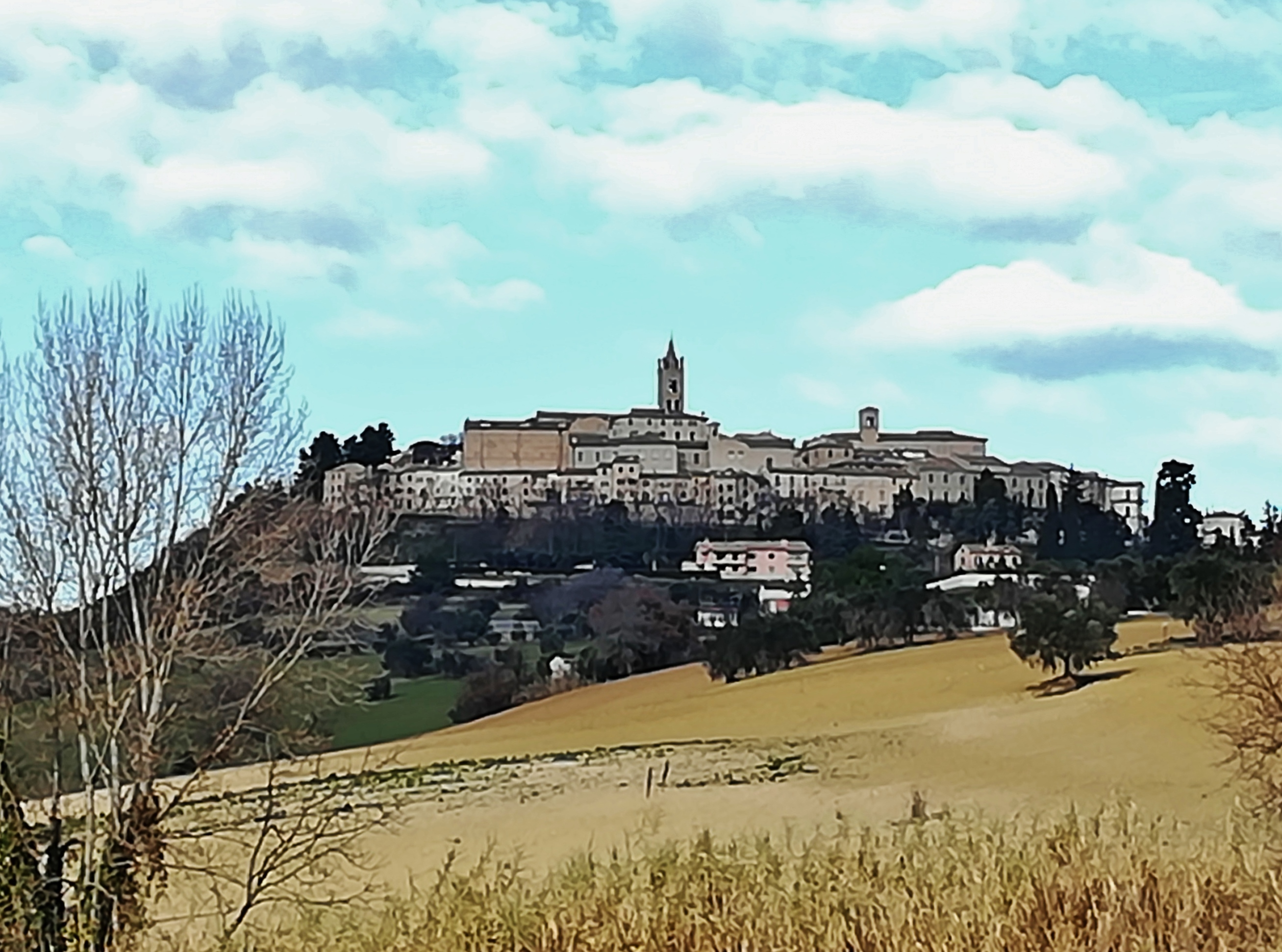
veduta di Montecassiano
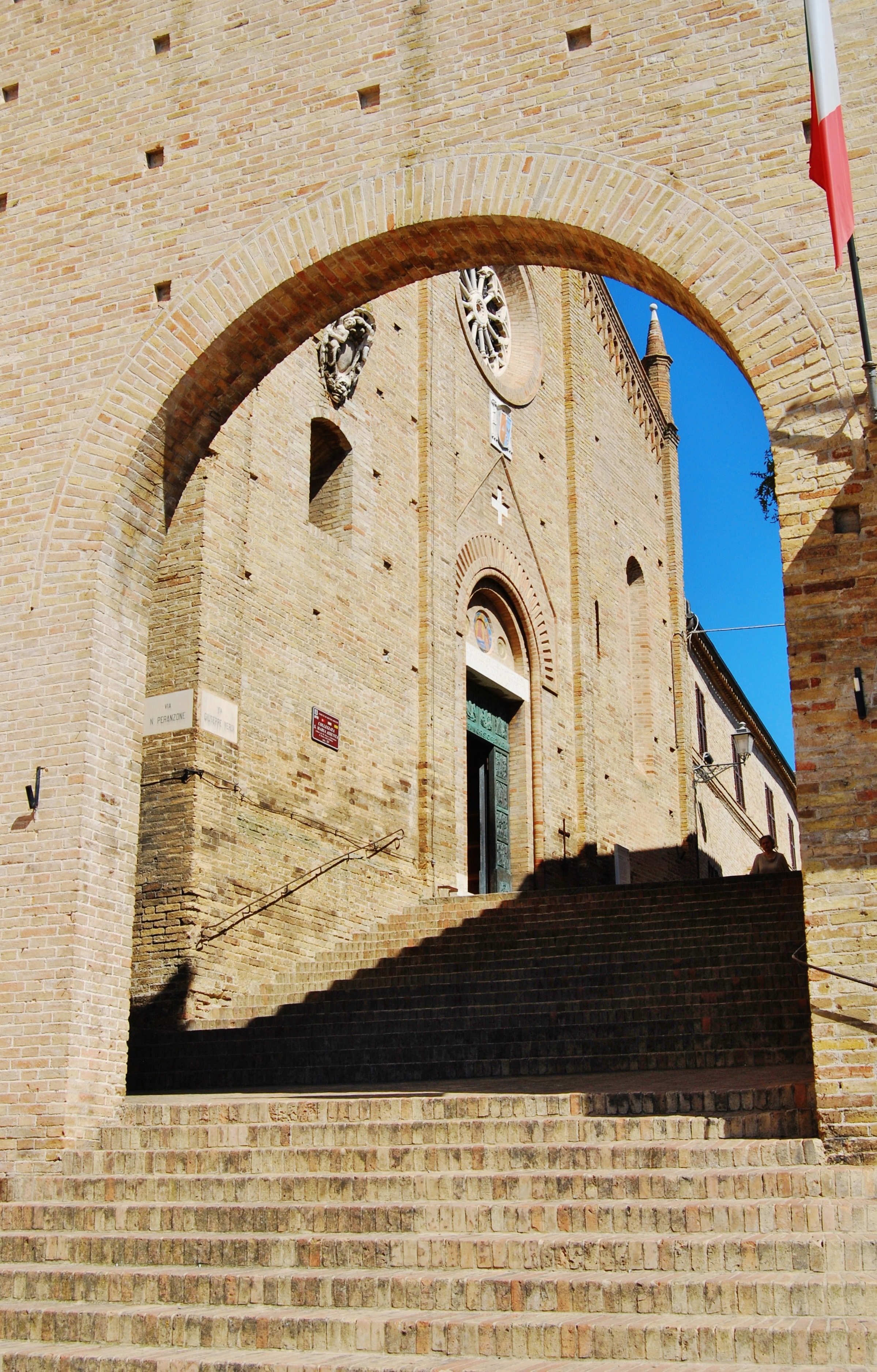
Collegiata S. Maria Assunta
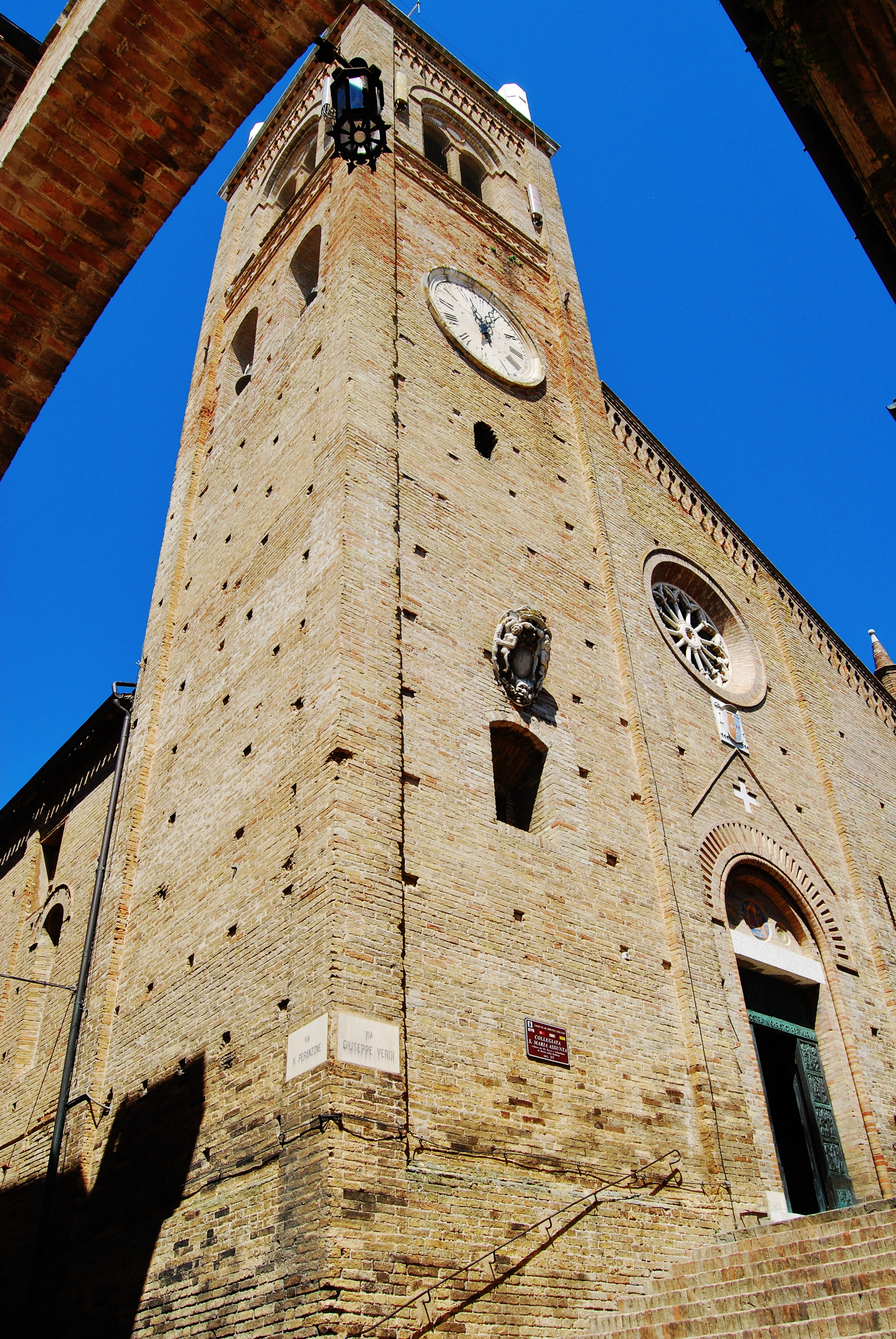
Collegiata S. Maria Assunta
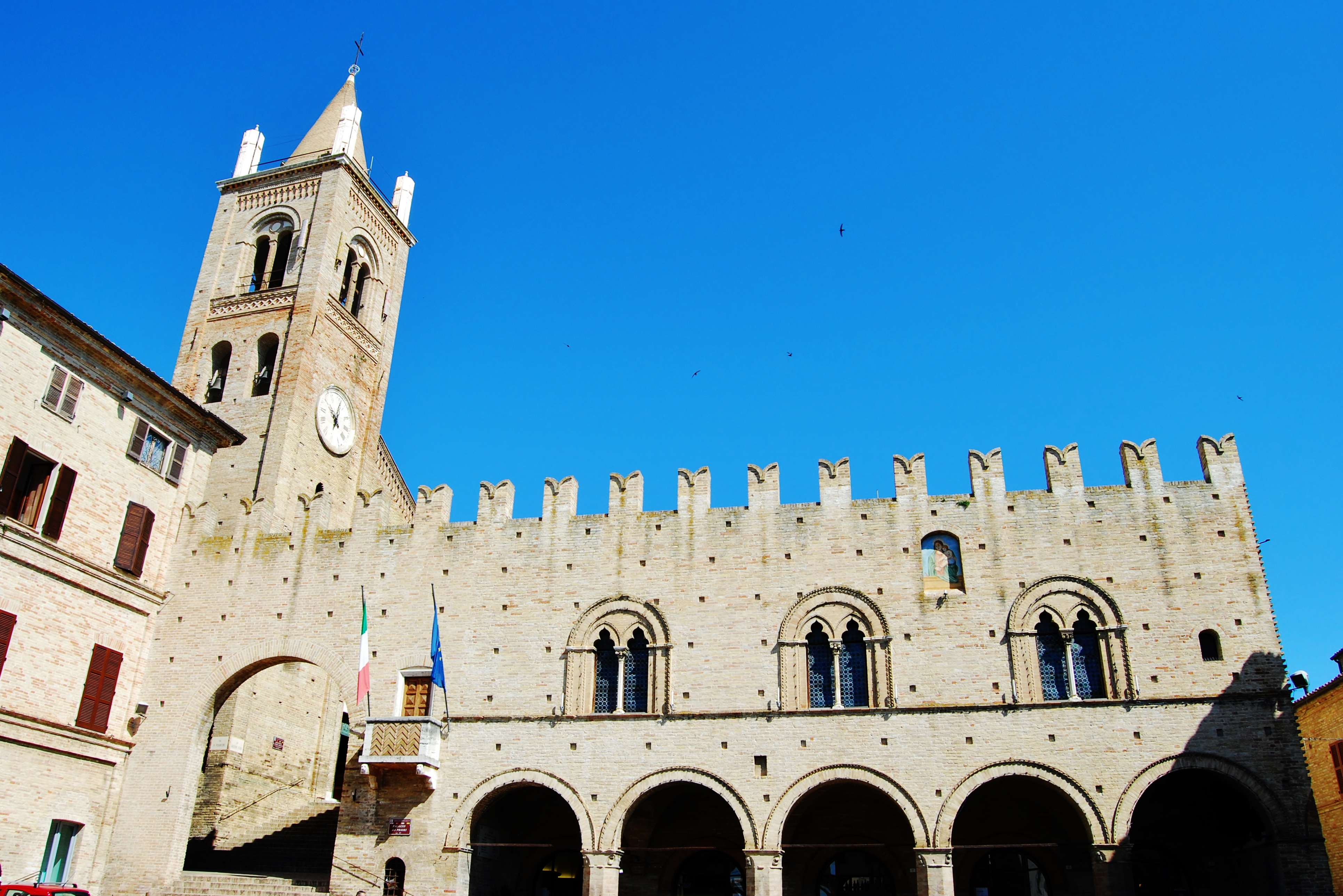
Palazzo dei Priori